# Колежма (станция)
Ко́лежма — станция (тип населённого пункта) в Беломорском районе Республики Карелия. Входит в состав Сумпосадского сельского поселения.

## География
Колежма расположена у реки Колежма, в 78 километрах от Беломорска.

## История
Станция открыта в 1941 году, получив название от расположенного в 15 километрах севернее одноимённого поморского села.

## Население
| 2002 | 2009 | 2010 | 2013 |
| ---- | ---- | ---- | ---- |
| 5    | →5   | ↘4   | ↗5   |

## Инфраструктура
Путевое хозяйство Петрозаводского региона Октябрьской железной дороги. Действует железнодорожная станция Колежма на линии Беломорск—Обозерская.

## Транспорт
Железнодорожный транспорт.